# منطقه نظامی (گنجه)
منطقه نظامی (به لاتین: Nizami raion) یک منطقهٔ مسکونی در جمهوری آذربایجان است که در گنجه واقع شده‌است. منطقه نظامی ۳۹٫۲۵ کیلومتر مربع مساحت و ۱۴۸٬۷۹۸ نفر جمعیت دارد.